# Marià Gonzalvo
Marià Gonzalvo Falcón, noto anche come Mariano Gonzalvo o Gonzalvo III (Mollet del Vallès, 22 marzo 1922 – Barcellona, 7 aprile 2007), è stato un calciatore spagnolo, di ruolo mediano.
È ritenuto uno dei migliori centrocampisti che la Primera División abbia avuto tra gli anni quaranta e cinquanta. Trascorse gran parte della sua carriera nel Barcellona, vestendo anche la divisa della Nazionale spagnola e quella della Selezione catalana.
Anche i due fratelli maggiori furono calciatori. Juli Gonzalvo, noto come Gonzalvo I, militò a lungo nell'Español, mentre Josep Gonzalvo, noto come Gonzalvo II, giocò anch'egli nel Barcellona e nella nazionale.

## Carriera

### Club
Gonzalvo cominciò la sua carriera giovanile nel Mollet, prima di trasferirsi al CE Europa. Quindi firmò per il Barcellona, senza inizialmente riuscire ad affermarsi in prima squadra. Trascorse dunque la stagione 1941-1942 al Real Saragozza, giocando a fianco del fratello Juli e aiutando la squadra a conquistare la promozione in Primera División dopo il secondo posto conseguito in Segunda. L'anno dopo tornò al Barcellona, facendo il proprio debutto in Primera División il 13 dicembre 1942 in occasione di una sconfitta in trasferta per 4-2 contro il Siviglia. Nelle successive tredici stagioni divenne uno dei più importanti elementi della squadra blaugrana, giocando un totale di 331 match e segnando 56 reti.
Quel Barcellona, che includeva campioni del calibro di Ramallets, Velasco, Escolà, Segarra, Basora, César, Kubala e i due Gonzalvo, conquistò cinque titoli di Spagna, tre Copas del Generalísimo consecutive e in campo europeo due volte la Coppa Latina. Nella finale di Coppa del Generalísimo del 1951 Marià Gonzalvo mise a segno la terza rete nella vittoria per 3-0 sulla Real Sociedad.
Gonzalvo chiuse la sua carriera giocando una stagione al Lérida ed una al Condal. Quest'ultima squadra, originariamente nata come squadra riserve del FC Barcellona, divenne una società autonoma negli anni cinquanta. Dopo aver guadagnato la promozione alla Segunda División, il Condal giocò per un breve periodo in Primera (compresa la stagione 1956-1957 con Gonzalvo).
Il 7 dicembre 1962 il CF Barcellona giocò una gara in suo onore contro il Peñarol, squadra dell'Uruguay.

### Nazionale
Tra il 1946 e il 1954 Gonzalvo prese parte a 16 incontri della Nazionale spagnola. Debuttò il 23 giugno 1946, in una sconfitta per 1-0 contro l'Irlanda, venendo convocato per il campionato del mondo 1950.
Tra il 1947 e il 1955 giocò anche in tre match della Nazionale catalana. Il debutto avvenne il 10 ottobre 1947, in occasione di una vittoria per 3-1 sulla Spagna. Il 26 gennaio 1955 giocò a fianco di Ladislao Kubala, Estanislao Basora e Alfredo Di Stéfano in una partita contro il Bologna al Les Corts.

## Palmarès

### Competizioni nazionali
- Campionato spagnolo: 5

Barcellona: 1945, 1948, 1949, 1952, 1953
- Coppa di Spagna: 3

Barcellona: 1951, 1952, 1952-1953
- Coppa Eva Duarte: 4

Barcellona: 1945, 1949, 1952, 1953
- Coppa Martini Rossi: 2

Barcellona: 1952, 1953

### Competizioni internazionali
- Coppa Latina: 2

Barcellona: 1949, 1952